# Premier League Playmaker of the Season
Premier League Playmaker of the Season je každoroční ocenění fotbalového svazu udělované nejlepšímu asistentovi v Premier League.
V roce 2018 se stal prvním vítězem tohoto ocenění záložník Manchesteru City Kevin De Bruyne. Ten je jediným fotbalistou, který získal toto ocenění více než jednou.

## Historické názvy
- 2017–2020 — Cadbury Playmaker of the Season[1]
- 2020–2021 — Coca-Cola Zero Sugar Playmaker of the Season[1]
- od 2021 — Castrol Playmaker of the Season[1]

## Vítězové
| Hráč (X) | Jméno hráče a počet, kolikátou toto ocenění v daném okamžiku vyhrál (pokud je jich více, než jedna) |

| Sezóna  | Hráč                |        | Klub              | Počet asistencí | Ref.  |
| ------- | ------------------- | ------ | ----------------- | --------------- | ----- |
| 2017/18 | Kevin De Bruyne     | Belgie | Manchester City   | 16              | [ 2 ] |
| 2018/19 | Eden Hazard         | Belgie | Chelsea           | 15              | [ 3 ] |
| 2019/20 | Kevin De Bruyne (2) | Belgie | Manchester City   | 20              | [ 4 ] |
| 2020/21 | Harry Kane          | Anglie | Tottenham Hotspur | 14              | [ 5 ] |
| 2021/22 | Mohamed Salah       | Egypt  | Liverpool         | 13              | [ 6 ] |
| 2022/23 | Kevin De Bruyne (3) | Belgie | Manchester City   | 16              | [ 7 ] |

## Vítězové podle národnosti
| Národnost | Vítězství |
| --------- | --------- |
| Belgie    | 4         |
| Anglie    | 1         |
| Egypt     | 1         |

## Vítězové podle klubu
| Klub              | Vítězství |
| ----------------- | --------- |
| Manchester City   | 3         |
| Chelsea           | 1         |
| Liverpool         | 1         |
| Tottenham Hotspur | 1         |